# Reflet Médicis
Le Reflet Médicis est un cinéma indépendant d'art et essai situé aux nos 3, 5 et 7 de la rue Champollion, dans le quartier de la Sorbonne du 5e arrondissement de Paris. Cette salle fait partie de la société Dulac Cinémas.

## Historique
L'actuel cinéma réunit trois salles de spectacle à l'origine distinctes, réparties sur les nos 3, 5 et 7 :
- au no 7 se trouvait le théâtre des Noctambules, où notamment Gérard Philipe et Maria Casarès firent leurs débuts dans Les Épiphanies d'Henri Pichette en 1947, et où fut créée en 1950 La Cantatrice chauve d’Eugène Ionesco dans une mise en scène de Nicolas Bataille et avec notamment Paulette Frantz ; en 1957, le théâtre est remplacé par le cinéma Noctambules qui peut accueillir 200 spectateurs[1] ;
- au no 5 était installé le cabaret Studio Logos, reconverti en cinéma en février 1963, proposant une salle de 200 places, dont un balcon de 30 places[1] ;
- au no 3, au sous-sol d'un hôtel, est aménagé en 1965 le cinéma Studio Médicis, avec une salle de 250 places[1].

En 1983, les nos 5 et 7 se réunissent, devenant respectivement les salles Logos 1 et Logos 2, s'adjoignant également le no 9 (une salle de cinéma du réseau Pathé avant cette date) sous le nom de Logos 3 puis de Reflet Quartier Latin en 1984 (ce dernier se sépare en 1985 des deux autres Logos et suit son cours pour, plus tard, devenir de nouveau indépendant sous le nom La Filmothèque du Quartier Latin),.
En mars 1984, le Studio Médicis (au no 3) est renommé Reflet Médicis et, en novembre, il rejoint deux de ses voisines, les salles Logos 1 (au no 5) et Logos 2 (au no 7), alors renommées Reflet Logos 1 et Reflet Logos 2. Le cinéma occupe donc à partir de 1985, la surface qu'on lui connaît encore de nos jours (du no 3 au no 7, et sans le no 9), seules la dénomination et les entrées évoluant.
Le complexe s'appelle d'abord Reflet Médicis Logos puis, en 1993, les salles sont à nouveau renommées comme suit :
- le Reflet Logos 1 devient le Reflet Médicis Salle Louis Jouvet (en hommage à l'acteur et homme de théâtre Louis Jouvet, au no 5) ;
- les deux autres sont renommées :
  - Reflet Médicis 1 (au no 3, ancien Studio Médicis),
  - Reflet Médicis 2 (au no 7, ancien théâtre des Noctambules puis Reflet Logos 2).

De nos jours, l'ensemble porte le nom de Reflet Médicis et est uniquement accessible depuis le no 3 (Reflet Médicis 1), ce qui n'a pas toujours été le cas.

## Capacités
Les trois salles ont les capacités suivantes : la salle Louis-Jouvet possède 150 fauteuils verts, la salle Médicis 1 a 128 fauteuils mauves à l'orchestre et au balcon, et la salle Médicis 2 propose 85 fauteuils bleus (depuis septembre 2023, dont 19 en balcon) ; cette dernière comporte un vitrail multicolore original, de l'époque du théâtre des Noctambules.

## Un cinéma «art et essai»
Doté d'une programmation « art et essai », le Reflet Médicis soutient dans la durée un large éventail de films d'auteurs, des classiques du patrimoine ou des nouveautés internationales de programmation difficile (moins de dix copies). Il accueille chaque année plusieurs manifestations culturelles comme le festival du cinéma polonais « Kinopolska », le festival « Cinérail », ou encore la rétrospective de la sélection Un certain regard du Festival de Cannes, dans la semaine qui suit la clôture officielle.

## Accès
Le Reflet Médicis est desservi par la ligne de métro 10 à la station Cluny - La Sorbonne et la ligne 4 à la station Odéon, ainsi que par plusieurs lignes du réseau de bus RATP.